# Surdoiu, Vâlcea
Surdoiu este un sat în comuna Perișani din județul Vâlcea, Muntenia, România.
Satul Surdoiu.
Se considerǎ cǎ este un nume de origine româneascǎ, provenind din latinǎ. Satul este amintit într-un act a lui Radu Voievod, prin care, în anul 1667, îi este întǎritǎ proprietatea lui Mareș Bǎjescu asupra „moșiei Surdoi a moșnenilor Perișani”[1]. 
[1] Marinoiu, C. (2001), Toponimia Țării Loviștei, Editura Vestala, București,p.168
 Acest articol despre o localitate din județul Vâlcea este deocamdată un ciot. Puteți ajuta Wikipedia prin completarea lui.